# Joy Morgan
Joy Caroline Morgan (født 19. september 1974) er en sangerinde som er kendt under kunstnernavnet Joy Morgan. Hendes mor stammer fra Polen og faren kommer fra Kenya. Hun bor selv i Danmark København .
Joy har 2 børn med eks mand Jonas Engberg, hendes ældste datter hedder Kamma Elisabeth Morgan Engberg og den yngste Ellen Marie Morgan Engberg. Kamma er 18 år og fylder snart 19 imens Ellen er 16 og er ved at gå ud af 9. klasse

## Karriere
Morgan var en del af indiebandet Biff Baxter Band sammen med David Becker, Jacob Westergaard Madsen, Jesper Bugge Kold, Nicolai Bentzen, Niels P, René Gonzalez Schelbeck og Tobias Høybye. De udgav albummet Up! Going Underground i 1995 og var blandt de tre vindere af P3's SPOT i slutningen af 1990'erne. Joy debuterede med nummeret ”Can’t I Be Loved” på Nobody Beats The Beats’ album Second Coming fra 2003.[kilde mangler]
Sammen med det danske hiphopkollektiv Pelding udgav hun albummet Spine i 2005. Et anmelderrost album, som gav dem en nominering ved P3 Guld i 2005 og indbragte dem en Danish Music Awards i kategorien "Årets bedste urbane udgivelse" i 2006. I 2018 udgav hun albummet Silhouettes & Skeleton sammen med producer og tidligere Pelding-medlem Thor Finland under navnet Sparrow.

## Privat
Joy Morgan er datter af en kenyansk far og en polsk mor og har to døtre sammen med sin fraskilte mand, Jonas Engberg, som hun dannede par med under tilblivelsen af albummet Spine.[kilde mangler]

## Diskografi
Albums
- Spine (2005), Pelding & Joy Morgan: Spine, A:larm
- Silhouettes & Skeleton (2017), Sparrow